# 해남우체국
해남우체국(海南郵遞局)은 과학기술정보통신부 우정사업본부 전남지방우정청 소속의 우편물 취급기관이다. 전라남도 해남군 해남읍 중앙1로 70(해리)에 있다.

## 연혁
- 1906년 12월 1일: 해남우편취급소 개소(해남읍 성내리)
- 1947년 8월 8일: 해남우체국으로 개칭
- 1966년 6월 1일: 사무관국으로 승격
- 1987년 11월 11일: 청사 신축으로 현청사로 이전(해남읍 해리 419)
- 1995년 10월 4일: 현업관서 편제개편: 4계 → 5계(창구계 신설)
- 1997년 7월 1일: 현업관서 편제개편(3과 1실)
- 1999년 12월 28일: 현업관서 편제개편(2과 1실)
- 2001년 1월 10일: 해남월송우편취급소 위탁계약 해지[1]
- 2001년 5월 1일: 광역업무 수행(회계업무 전반)
- 2003년 12월 31일: 현업관서 편제개편(3과 1실)
- 2010년 10월 1일: 광역업무 폐지(피광역국으로 변경-서광주 관할), 편제개편(2과 1실)

## 관할 우체국
| 우체국명           | 사진 | 주소                                   | 비고                 |
| ------------------ | ---- | -------------------------------------- | -------------------- |
| 계곡우체국         |      | 전라남도 해남군 계곡면 둔주포길 3      |                      |
| 산이우체국         |      | 전라남도 해남군 산이면 비석길 74       |                      |
| 송지우체국         |      | 전라남도 해남군 송지면 산정1길 66      |                      |
| 우수영우체국       |      | 전라남도 해남군 문내면 동영길 7        |                      |
| 해남마산우체국     |      | 전라남도 해남군 마산면 마산로 448      |                      |
| 해남북일우체국     |      | 전라남도 해남군 북일면 만월길 18-4     |                      |
| 해남북평우체국     |      | 전라남도 해남군 북평면 달량진길 12     |                      |
| 해남삼산우체국     |      | 전라남도 해남군 삼산면 고산로 521      |                      |
| 해남옥천우체국     |      | 전라남도 해남군 옥천면 해남로 395      |                      |
| 해남월송우편취급소 |      | 전라남도 해남군 현산면 월송리 291-1    | 2001년 1월 10일 폐국 |
| 해남화원우체국     |      | 전라남도 해남군 화원면 청용2길 7       |                      |
| 해남황산우체국     |      | 전라남도 해남군 황산면 시등로 128      |                      |
| 현산우체국         |      | 전라남도 해남군 현산면 현산북평로 107  |                      |
| 화산우체국         |      | 전라남도 해남군 화산면 해남화산로 1082 |                      |